# 俞鳳賓
俞鳳賓（1885年8月8日—1930年12月4日），名慶恩，以字行，男，江蘇省太倉縣人，中国公共卫生专家，曾任中華醫學會會長、《中華醫學雜誌》主編。

## 生平
1908年畢業于上海聖約翰大學醫科，1912年赴美入賓夕法尼亞大學醫學院攻讀公共衛生學和熱帶病學，獲醫學博士學位。1915年回國，初在上海市同仁醫院內科任職，後開業行醫，聲譽日隆。1923年，受聘為聖約翰大學醫科教授並任衛生部中央衛生委員會委員、上海中央大學醫學院教授等職，兼任南洋公學校醫，直至去世。早年加入博醫會和中國醫學會，是中華醫學會早期主要活動家和創始人之一。民國19年逝世於上海。

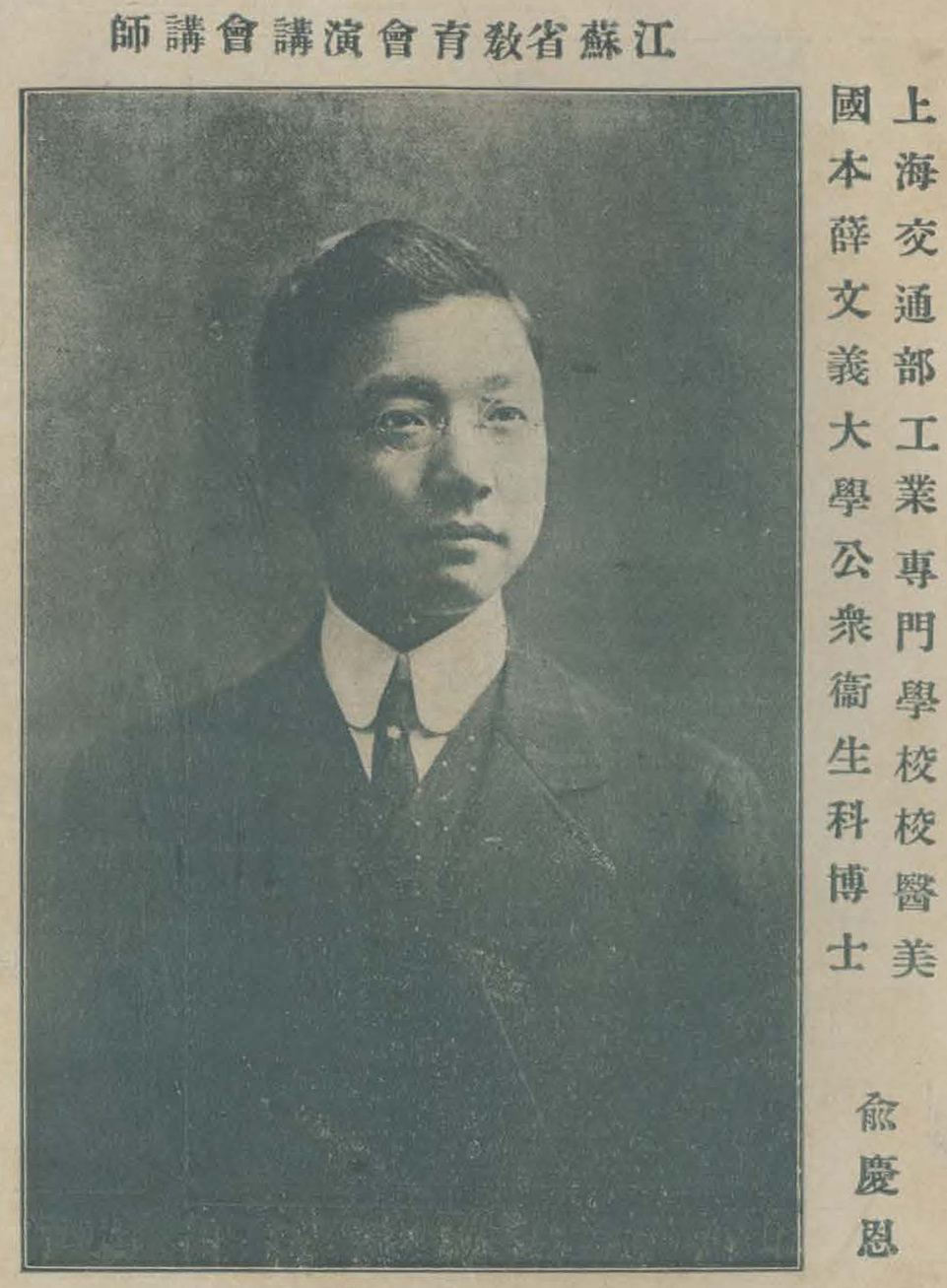
江蘇省教育會演講會講師上海交通部工業專門學校校醫美國本薛文義大學公眾衛生科博士俞慶恩1915
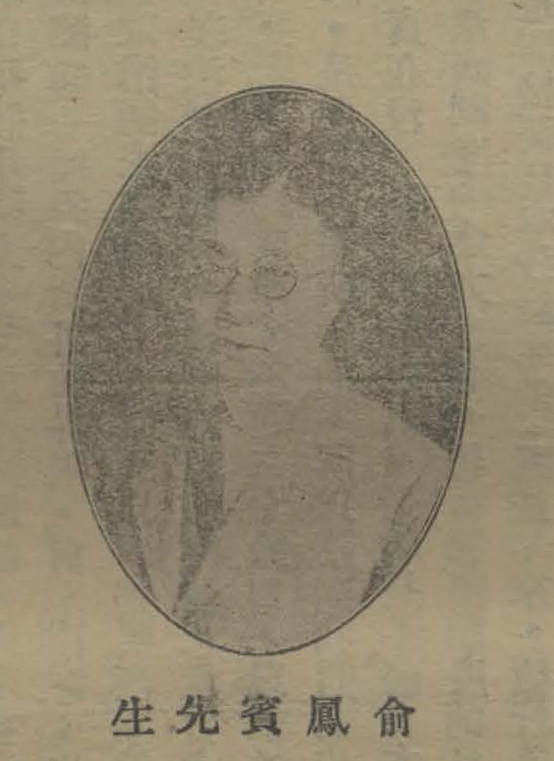
寰球中國學生會1923
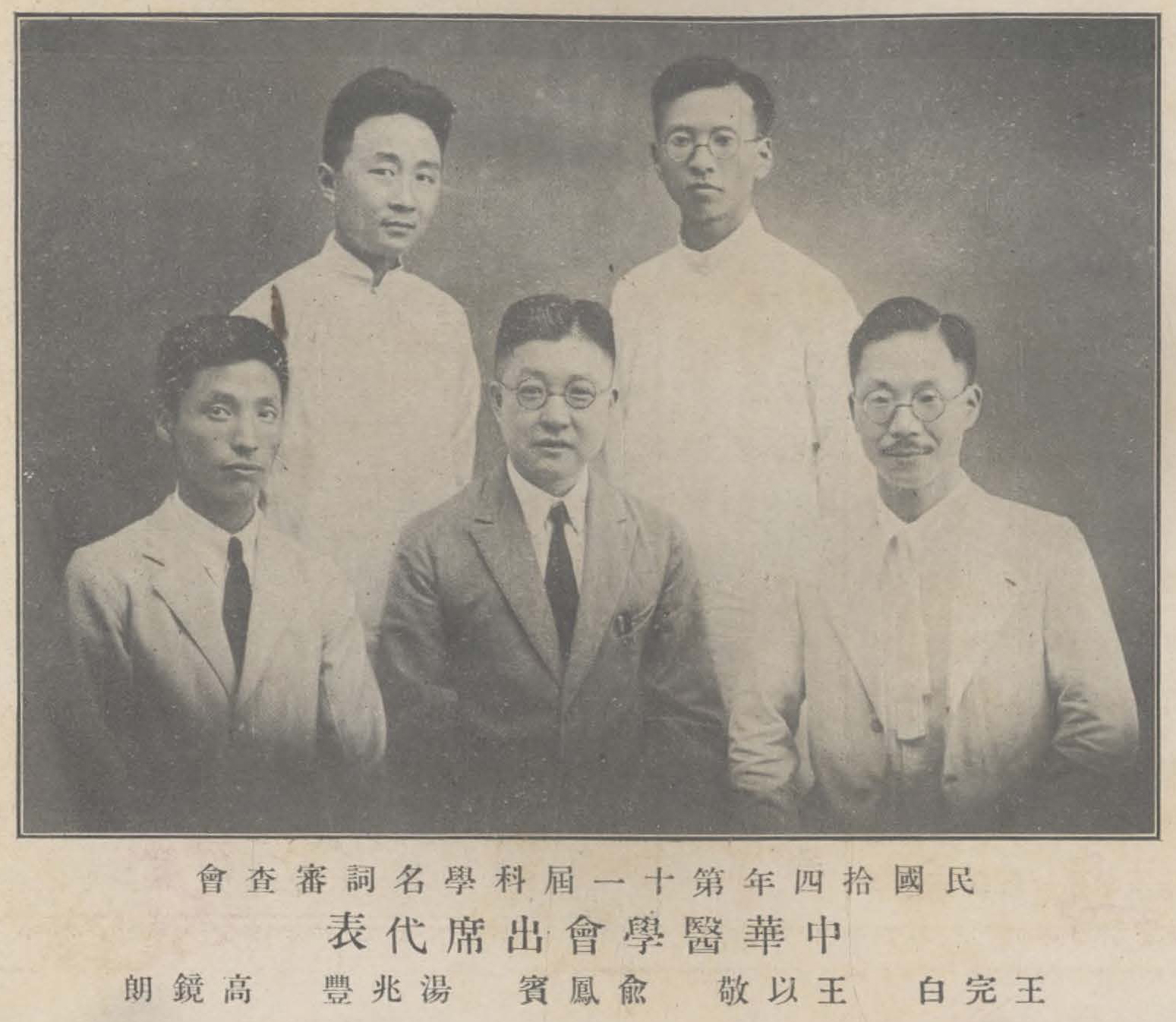
民國拾四年第十一屆科學名詞審查會中華醫學會出席代表王完白、王以敬、俞鳳賓、湯光豐、高鏡朗1925
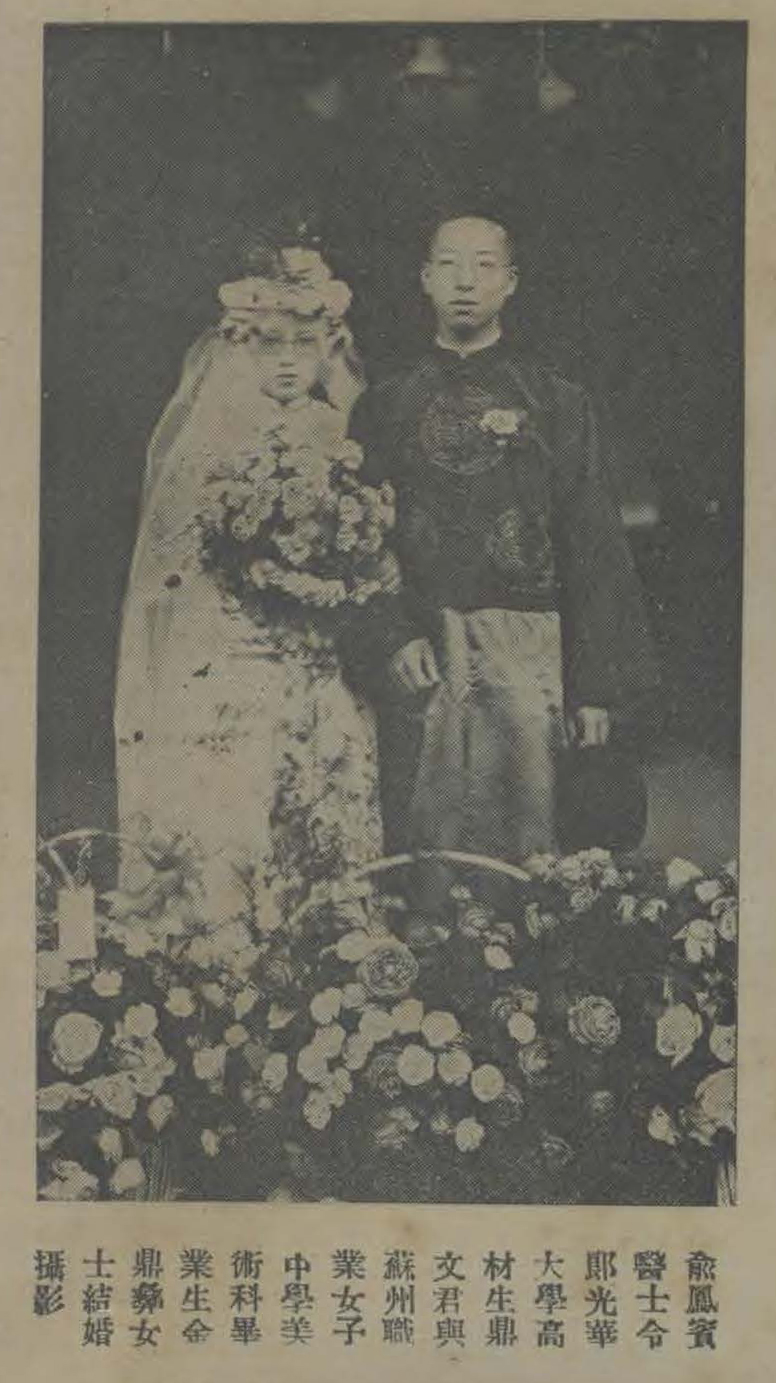
俞鳳賓醫士令郎光華大學高材生鼎文君與蘇州職業女子中學美術科畢業生金鼎彝女士結婚攝影1926
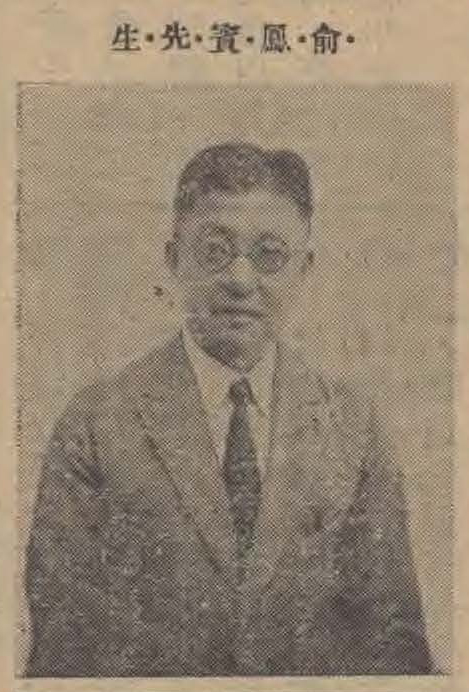
志悼本刊醫學顧問-俞鳳賓先生1930
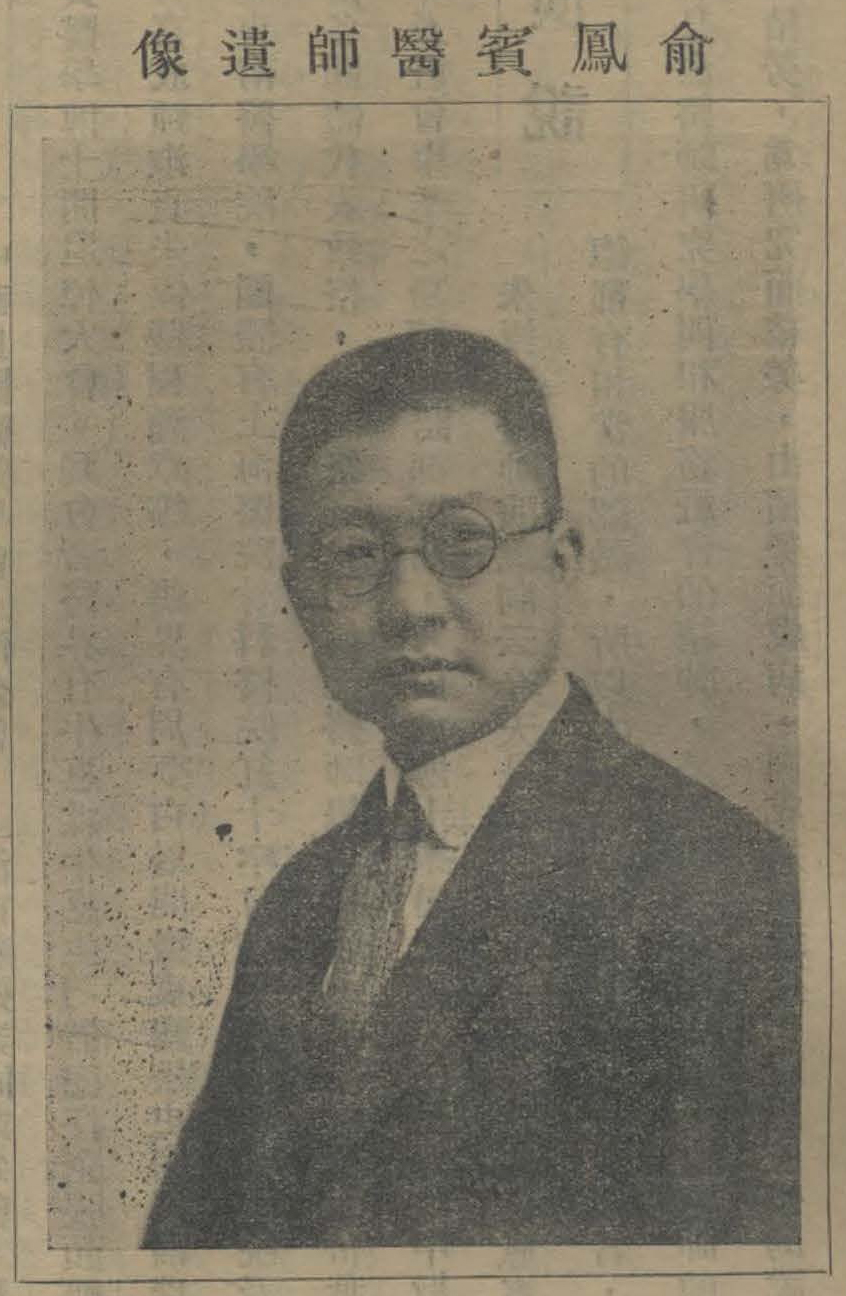
俞鳳賓醫師遺像1930
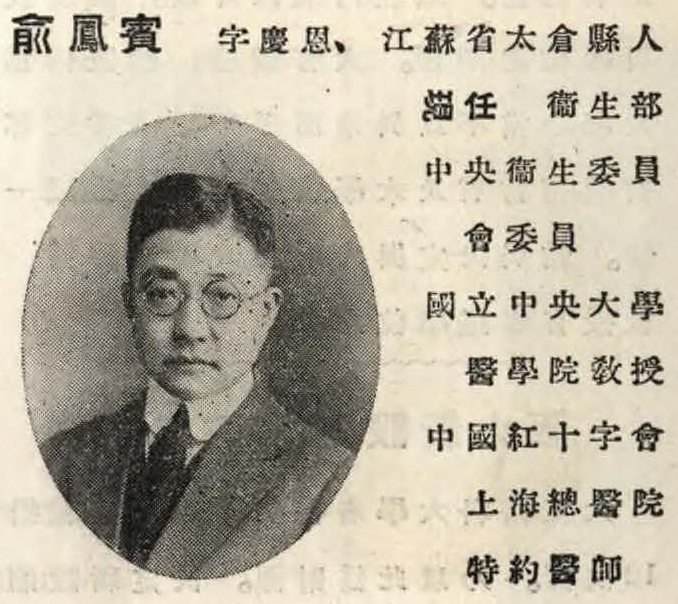
民國醫界名士錄-俞鳳賓1930

## 家庭
孙俞顺章。